# Hypnotized (canción de Purple Disco Machine y Sophie and the Giants)
«Hypnotized» es una canción del DJ y productor alemán de música disco y house Purple Disco Machine y la banda británica de pop Sophie and the Giants, publicada el 8 de abril de 2020. Fue distribuido por Sweat It Out! y Positiva Records en varias partes del mundo y por Columbia únicamente en Alemania. Está incluida en el segundo álbum de estudio de Purple Disco Machine, Exotica y se lanzó como su primer sencillo.
La canción logró un éxito comercial, especialmente en Italia, donde alcanzó el segundo lugar  y fue certificada multiplatino por la Federación de la Industria Musical Italiana, y en Polonia, donde alcanzó el primer lugar en noviembre de 2020. Además, se ubicó entre los veinte primeros en Países Bajos y Alemania. En este último llegó a vender más de 500 000 copias.

## Composición
Es una canción nu-disco, inspirada en el italo-disco, compuesta en si menor con un tempo de 108 pulsaciones por minuto.

## Vídeo musical
El vídeo musical de la canción, dirigido por Mary Rozzi, se estrenó el 7 de agosto de 2020. Producido durante el confinamiento durante la pandemia de Covid-19, esta rodado en Los Ángeles dentro de una atmósfera retro inspirado en los efectos visuales de los años 1980.
Sobre la realización del clip, su directora explica: “Me encantó entrar a un espacio hipnótico de efectos visuales con estos dos increíbles artistas. Esta producción fue una fiesta de baile global, un rodaje multiproceso, capturado de forma remota y ensamblado mediante paradas en Dresde, Berlín, Londres, Sheffield y Los Ángeles. Nuestro estilo de cortar y pegar permitió un montón de improvisación y experimentación y la pasamos genial”.

## Lista de canciones
| Descarga digital |              |          |  |
| N.º              | Título       | Duración |  |
| 1.               | «Hypnotized» | 3:15     |  |

| Descarga digital (Roosevelt Remixes) |                                         |          |  |
| N.º                                  | Título                                  | Duración |  |
| 1.                                   | «Hypnotized» (Roosevelt Remix)          | 3:51     |  |
| 2.                                   | «Hypnotized» (Roosevelt Extended Remix) | 5:18     |  |
| 3.                                   | «Hypnotized» (Extended Mix)             | 5:46     |  |

| Descarga digital (Loods Remixes) |                                |          |  |
| N.º                              | Título                         | Duración |  |
| 1.                               | «Hypnotized» (Loods Remix)     | 5:09     |  |
| 2.                               | «Hypnotized» (Loods Dub Remix) | 5:08     |  |

| Descarga digital (Club Dub Mix) |                             |          |  |
| N.º                             | Título                      | Duración |  |
| 1.                              | «Hypnotized» (Club Dub Mix) | 4:56     |  |

| Descarga digital (Versión acústica) |                         |          |  |
| N.º                                 | Título                  | Duración |  |
| 1.                                  | «Hypnotized» (Acoustic) | 3:31     |  |

## Posicionamiento en listas y certificaciones
| Lista (2020–2021)                           | Posición más alta |
| ------------------------------------------- | ----------------- |
| Alemania (Offizielle Deutsche Charts)       | 11                |
| Australia (ARIA Club Tracks)                | 23                |
| Austria (Ö3 Austria Top 40)                 | 23                |
| Bélgica (Flandes) (Ultratop 50)             | 9                 |
| Bélgica (Valonia) (Ultratip Bubbling Under) | 5                 |
| República Checa (Rádio Top 100)             | 3                 |
| República Checa (Singles Digitál Top 100)   | 63                |
| Croacia (HRT)                               | 12                |
| Eslovaquia (Rádio Top 100)                  | 5                 |
| Eslovaquia (Singles Digitál Top 100)        | 40                |
| Eslovenia (SloTop50)                        | 2                 |
| Estonia (Single Top 50)                     | 11                |
| Euro Digital Songs                          | 7                 |
| Francia (SNEP)                              | 61                |
| Billboard Global Excl. US                   | 121               |
| Hungría (Single Top 40)                     | 6                 |
| Hungría (Rádiós Top 40)                     | 2                 |
| Hungría (Dance Top 40)                      | 4                 |
| Italia (FIMI)                               | 2                 |
| Países Bajos (Dutch Top 40)                 | 7                 |
| Países Bajos (Mega Single Top 100)          | 31                |
| Polonia (Polish Airplay Top 100)            | 1                 |
| Rumania (Airplay 100)                       | 62                |
| San Marino (Top 50 Radio San Marino RTV)    | 6                 |
| Serbia (Radiomonitor)                       | 4                 |
| Suiza (Schweizer Hitparade)                 | 18                |

| País     | Lista (2020)               | Posición |
| -------- | -------------------------- | -------- |
| Alemania | Offizielle Deutsche Charts | 78       |
| Austria  | Ö3 Austria Top 40          | 55       |
| Italia   | FIMI                       | 7        |
| Polonia  | ZPAV                       | 32       |

| País         | Lista (2021)               | Posición |
| ------------ | -------------------------- | -------- |
| Bélgica      | Ultratop flamenca          | 33       |
| Alemania     | Offizielle Deutsche Charts | 48       |
| Hungría      | Single Top 40              | 33       |
| Hungría      | Rádiós Top 40              | 2        |
| Hungría      | Dance Top 40               | 15       |
| Italia       | FIMI                       | 67       |
| Países Bajos | Nederlandse Top 40         | 37       |
| Polonia      | ZPAV                       | 35       |
| Suiza        | Schweizer Hitparade        | 61       |

| País    | Lista (2022) | Posición |
| ------- | ------------ | -------- |
| Polonia | ZPAV         | 89       |

### Certificaciones
| País     | Organismo certificador | Certificación | Ventas  | Ref.   |
| -------- | ---------------------- | ------------- | ------- | ------ |
| Alemania | BVMI                   | 3× Oro        | 600 000 | [ 3 ]  |
| Austria  | IFPI Austria           | 2× Platino    | 60 000  | [ 50 ] |
| Bélgica  | BEA                    | Oro           | 20 000  | [ 51 ] |
| España   | PROMUSICAE             | Platino       | 60 000  | [ 52 ] |
| Francia  | SNEP                   | Diamante      | 250 000 | [ 53 ] |
| Hungría  | MAHASZ                 | Platino       | 4 000   | [ 54 ] |
| Italia   | FIMI                   | 5× Platino    | 350 000 | [ 55 ] |
| Polonia  | ZPAV                   | 3× Platino    | 150 000 | [ 56 ] |
| Suiza    | IFPI Suiza             | Platino       | 20 000  | [ 57 ] |